# Joanna Agnieszka Pławińska-Czarnak
Joanna Agnieszka Pławińska-Czarnak – polska doktor habilitowany nauk rolniczych, profesor w Szkole Głównej Gospodarstwa Wiejskiego w Warszawie, specjalistka od higieny żywności pochodzenia zwierzęcego.

## Kariera naukowa
W 2004 roku na Wydziale Medycyny Weterynaryjnej Szkoły Głównej Gospodarstwa Wiejskiego w Warszawie uzyskała stopień doktora nauk weterynaryjnych na podstawie rozprawy pt. Zakażenia Lawsonia intracellularis u świń w Polsce, której promotorem była Marian Binek. W tym samym roku została zatrudniona na tejże uczelni, a w 2019 roku uzyskała na jej Wydziale Medycyny Weterynaryjnej stopień doktora habilitowanego nauk rolniczych w dyscyplinie weterynarii na podstawie pracy pt. Wykorzystanie komórek somatycznych mleka oraz komórek jądrzastych krwi kóz jako źródło RNA do badań transkryptomicznych.